# Гераклеополь
Гераклеополь Великий или Гераклеополис (греч. Ἡρακλέου πόλις μεγάλη) — греческое название древней столицы XX нома Верхнего Египта. На древнеегипетском языке город назывался Henen-nesut, Nen-nesu, или Hwt-nen-nesu, что означало «Дом королевского ребенка». Позже он назывался Hnas (Ϩⲛⲏⲥ) на коптском и Анас (Ahnas) на средневековом арабском языке. Сегодня он известен под названием Ихнасья эль-Мадина (Ihnasiyyah al-Madinah) и Ихнасья Умм эль-Кимам (Ihnasiya Umm al-Kimam).
Гераклеополь был столицей Нижнего Египта во время правления IX и X династии в Первый переходный период (2263—2070 гг. до н. э.). Он также был одним из важнейших культовых центров Древнего Египта. Легенды гласят, что именно здесь Хор и его отец Осирис были венчаны на царство над народом Египта. Город имел выгодное географическое положение, его территория включала весь бассейн Фаюмского оазиса. Благодаря запасам пресной воды, его население могло заниматься земледелием. Кроме того город находился на скрещении торговых путей, соединявших Дельту с долиной и Египет с западными оазисами и Синайским полуостровом.

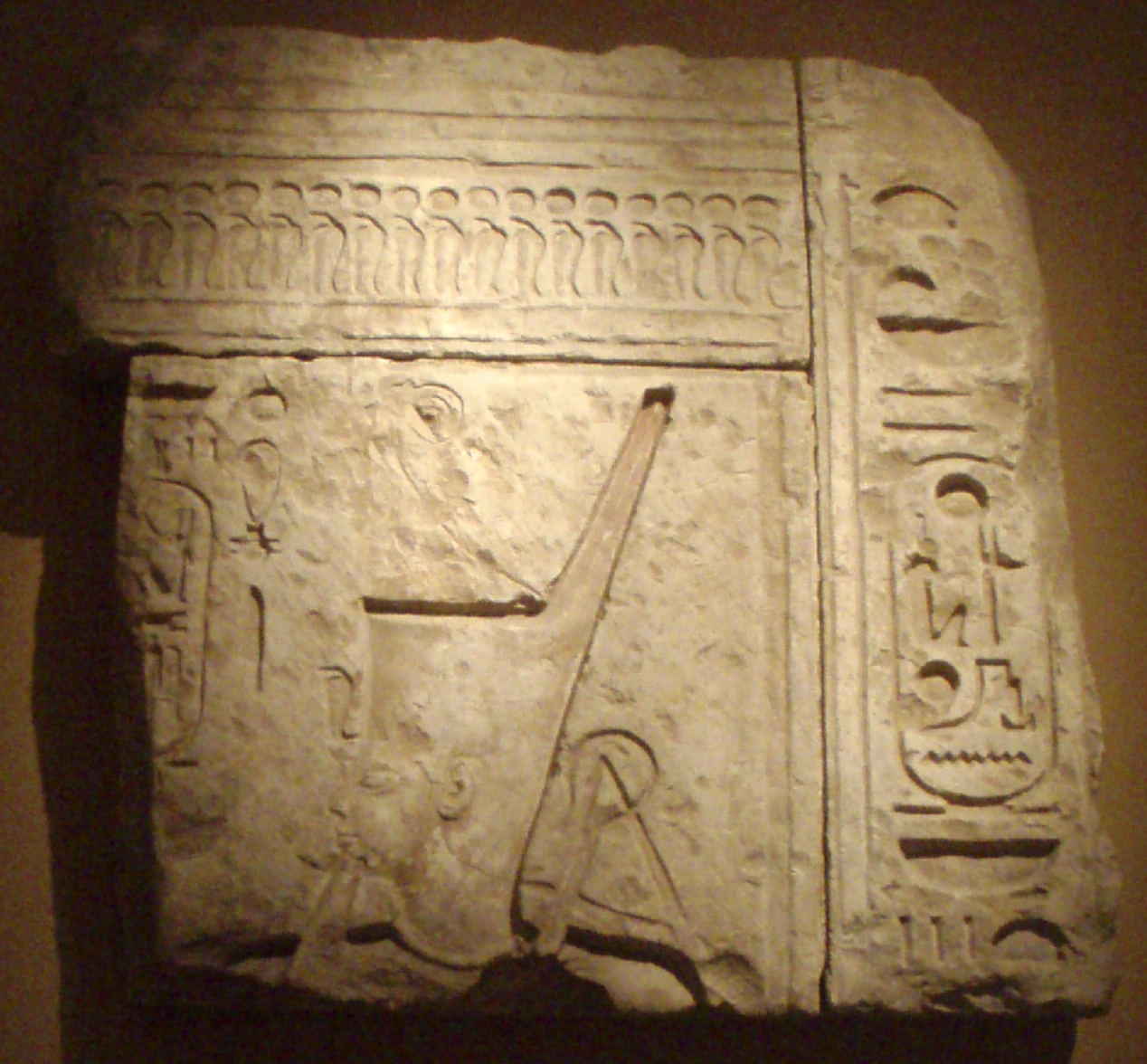
Рельеф Рамсеса II, происходящий из Гераклеополя (Музей Метрополитен, Нью-Йорк)

После объединения Египта город постепенно потерял своё значение. Сегодня руины древней столицы являются туристической достопримечательностью.
Существует легенда, что в Гераклеополе располагался большой лабиринт, но археологических свидетельств этому до сих пор нет.
Страбон пишет, что жители Гераклеополя почитают ихневмонов.